# スコットランド海軍卿
スコットランド海軍卿（スコットランドかいぐんきょう、英語: Lord High Admiral of Scotland）は、スコットランド王国の国務大官の1つ。1707年にスコットランド海軍次官（Vice Admiral of Scotland）に改名、1843年に廃止された。

## 歴史
ロバート3世の治世にはじめて任命されたが、以降15世紀まで恒常的に任命されるわけではなく、また第5代クロフォード伯爵デイヴィッド・リンジーがHigh Admiral of Scotlandに任命されたように、役職名がLord High Admiral of Scotlandでない場合もある。1511年、第2代ボスウェル伯爵アダム・ヘップバーンが世襲官職としてスコットランド海軍卿に任命された。ボスウェル伯爵家のスコットランド海軍卿の世襲権が第5代ボスウェル伯爵フランシス・ステュアートの代に剥奪されると、スコットランド王ジェームズ6世は世襲権を第2代レノックス公爵および初代リッチモンド公爵ルドヴィク・ステュアートに与えたが、レノックス公爵の家系は1672年に断絶した。国王チャールズ2世は代わって庶子の初代リッチモンド公爵および初代レノックス公爵チャールズ・レノックスを任命したが、レノックスは1703年に海軍卿の官職を返上した。ただし、チャールズ2世は即位前の1649年5月にも初代モントローズ侯爵ジェームズ・グラハムを任命しているため、ジェームズ6世が与えたレノックス公爵家の継承権を無視した形になり、17世紀末から1707年のグレートブリテン王国成立までスコットランド海軍卿の就任者について異議が唱えられることも多かった。
1707年にスコットランド王国とイングランド王国が合同してグレートブリテン王国が成立すると、スコットランド海軍卿はスコットランド海軍次官（Vice Admiral of Scotland）に改名されて存続したが、海軍裁判所関連の権限はグレートブリテン海軍卿に移管され、『英国人名事典』は第2代ステア伯爵ジョン・ダルリンプルの在任期（1729年 - 1733年）のスコットランド海軍次官を「閑職」（sinecure）と形容した。
1817年公職(スコットランド)法（Public Offices (Scotland) Act 1817）により、スコットランド海軍次官の俸給が廃止された。また、1830年民事上級裁判所法（Court of Session Act 1830）により、エディンバラの海事裁判所が廃止され、海事裁判所の管轄に属する事件はスコットランド民事上級裁判所に移送された。
スコットランド海軍次官の官職は1843年に廃止された。

## 職務
職務としてはスコットランド王国海軍の軍艦と船員の指揮と、国内の海岸と港口の視察がある。
1707年まで海事法（Naval Law）に基づき海事に関する裁定を下す海事裁判所の裁判官を任命する権限があるため、海上や河川で起こった犯罪も管轄するが、軍事以外の裁判はDeputy Judge-Admiralと呼ばれる副官が行っている。

## 一覧

### スコットランド海軍卿（14世紀 - 1707年）
- オークニー伯爵ヘンリー1世シンクレア（英語版） - ロバート3世の治世に在任[4]
- （Admiral of Scotlandとして）1403年ごろ：初代クロフォード伯爵デイヴィッド・リンジー[10]
- 1452年 - 1455年：初代ケイスネス伯爵ジョージ・クライトン（英語版）（1455年没）[11]
- （Admiral of Scotlandとして[12]）：初代ケイスネス伯爵および第3代オークニー伯爵ウィリアム・シンクレア（英語版） - ジェームズ2世の治世に在任[4]
- 1474年[4]/1476年（High Admiral of Scotlandとして）[3]：第5代クロフォード伯爵デイヴィッド・リンジー
- 1482年 - ?（High Admiral of Scotlandとして[13]）：オールバニ公爵アレクサンダー・ステュアート（英語版）（1485年没）[4]
- 1488年 - 1508年：初代ボスウェル伯爵パトリック・ヘップバーン（英語版）（1508年没）[14]
- 1511年以前：初代アラン伯爵ジェイムズ・ハミルトン[4]
- 1511年以前：第5代アンガス伯爵アーチボルド・ダグラス（英語版）[4]
- 1511年以前：第5代マクスウェル卿ロバート・マクスウェル（英語版）[4]
- 1508年 - 1513年：第2代ボスウェル伯爵アダム・ヘップバーン（英語版）（1513年没）[14]
- 1546年 - 1556年：第3代ボスウェル伯爵パトリック・ヘップバーン（英語版）（1556年没）[14]
- 1556年 - 1567年：第4代ボスウェル伯爵ジェームズ・ヘップバーン（1567年に剥奪、1578年没）[14][15]
- 1569年/1570年（Admiral of Scotlandとして）、1570年 - 1580年（Great Admiral of Scotlandとして）：第4代モートン伯爵ジェームズ・ダグラス（1581年処刑）[16]
- 1576年[17]/1583年 - 1591年[18]：第5代ボスウェル伯爵フランシス・ステュアート（英語版）
- 1591年 - 1624年：第2代レノックス公爵および初代リッチモンド公爵ルドヴィク・ステュアート（英語版）[19]
- 1626年：第4代レノックス公爵および初代リッチモンド公爵ジェームズ・ステュアート[4]
- 1627年：第2代リンリスゴー伯爵アレクサンダー・リヴィングストン（英語版） - レノックス公爵が未成年のため就任[20]
- 1649年5月 - 1650年：初代モントローズ侯爵ジェームズ・グラハム[5]
- 1651年 - 1660年：イングランド共和国[5]
- 1660年 - 1672年：ヨーク公ジェームズ[21]
- 1672年：第6代レノックス公爵および第3代リッチモンド公爵チャールズ・ステュアート（英語版）（1672年没）[19][21]
- 1673年 - ?：ヨーク公ジェームズ[21]
- 1673年 - 1703年：初代リッチモンド公爵および初代レノックス公爵チャールズ・レノックス[4] - 1703年、海軍卿職を返上[2]
- 1689年 - 1692年：空位[5]
- 1692年 - 1694年?：ハミルトン公爵ウィリアム・ダグラス＝ハミルトン（1694年没）[22]
- 1705年 - 1706年：第4代モントローズ侯爵ジェームズ・グラハム[23]
- 1706年 - 1707年：第4代ウィームズ伯爵デイヴィッド・ウィームズ[24]

### スコットランド海軍次官（1707年 - 1843年）
- 1707年 - 1714年：第4代ウィームズ伯爵デイヴィッド・ウィームズ[24]
- 1714年 - 1722年：第9代ロシズ伯爵ジョン・レズリー[25]
- 1722年 - 1729年：第3代クイーンズベリー公爵チャールズ・ダグラス[26]
- 1729年 - 1733年：第2代ステア伯爵ジョン・ダルリンプル[27]
- 1733年 - 1738年：第13代モートン伯爵ジョージ・ダグラス[28]
- 1738年 - 1764年：第5代フィンドレイター伯爵ジェームズ・オグルヴィ[29]
- 1764年 - 1767年：第3代ハインドフォード伯爵ジョン・カーマイケル[30]
- 1767年 - 1776年：第3代マーチ伯爵ウィリアム・ダグラス[31]
- 1776年 - 1782年：第3代ブレダルバン＝ホランド伯爵ジョン・キャンベル（英語版）[32]
- 1782年 - 1795年：ウィリアム・ゴードン卿（英語版）[33]
- 1795年 - 1843年：第10代カスカート卿ウィリアム・カスカート（英語版）（1807年にカスカート子爵に、1814年にカスカート伯爵に叙爵）[34]